# Palasone
Palasone è una frazione di 51 abitanti del comune di Sissa Trecasali è posta 2 km a sud ovest del capoluogo ed è lambita a sud e ovest dal fiume Taro.

## Storia
L'insediamento ebbe origine durante il periodo longobardo, quando fu sede di corte regia e tale rimase anche in epoca Carolingia. Fino ai primi decenni del IX secolo fu un'importante corte e centro amministrativo ed economico di riferimento nella zona che si estende lungo il basso corso del fiume Taro.
Successivamente furono i Supponidi a esercitare i diritti sulla corte, presumibilmente ai tempi del conte Adalgiso, essi la fortificarono ma, di lì a poco, fra la fine del IX e gli inizi del X secolo, la corte subì un'importante mutilazione territoriale: una parte molto vasta della corte, la meridionale, definita "Palasone di San Secondo" venne staccata e venne data a Radaldo nominato nel frattempo conte di Parma da re Guido di Spoleto.
L'ampia amputazione territoriale segnò la decadenza della corte di Palasone che perse progressivamente di importanza a vantaggio della nuova corte che era sorta attorno all'antica curata di San Secondo. Nel 942 Suppone IV, ultimo della sua dinastia, donò ciò che restava della corte al Capitolo della Cattedrale di Parma. I canonici, tuttavia, ereditarono una corte in cui il territorio di diretta pertinenza del dominus benché presentasse ancora l'insediamento dominicale, era ormai dominato da gerbidi e boschi e non poterono rivitalizzarlo per l'assoluta mancanza di servi che lavorassero la terra.
Verso l'anno mille, Palasone, ormai degradato a corticella, si presentava come un insediamento dove erano presenti numerosi mansi con le relative case, ma i fabbricati del nucleo dominicale, ancora presenti seppur in decadenza sessant'anni prima e fulcro del potere economico ed amministrativo della corte, erano ormai scomparsi. I mansi erano raggruppati fra Palasone, Sissa e Trecasali.

## Monumenti e luoghi d'interesse

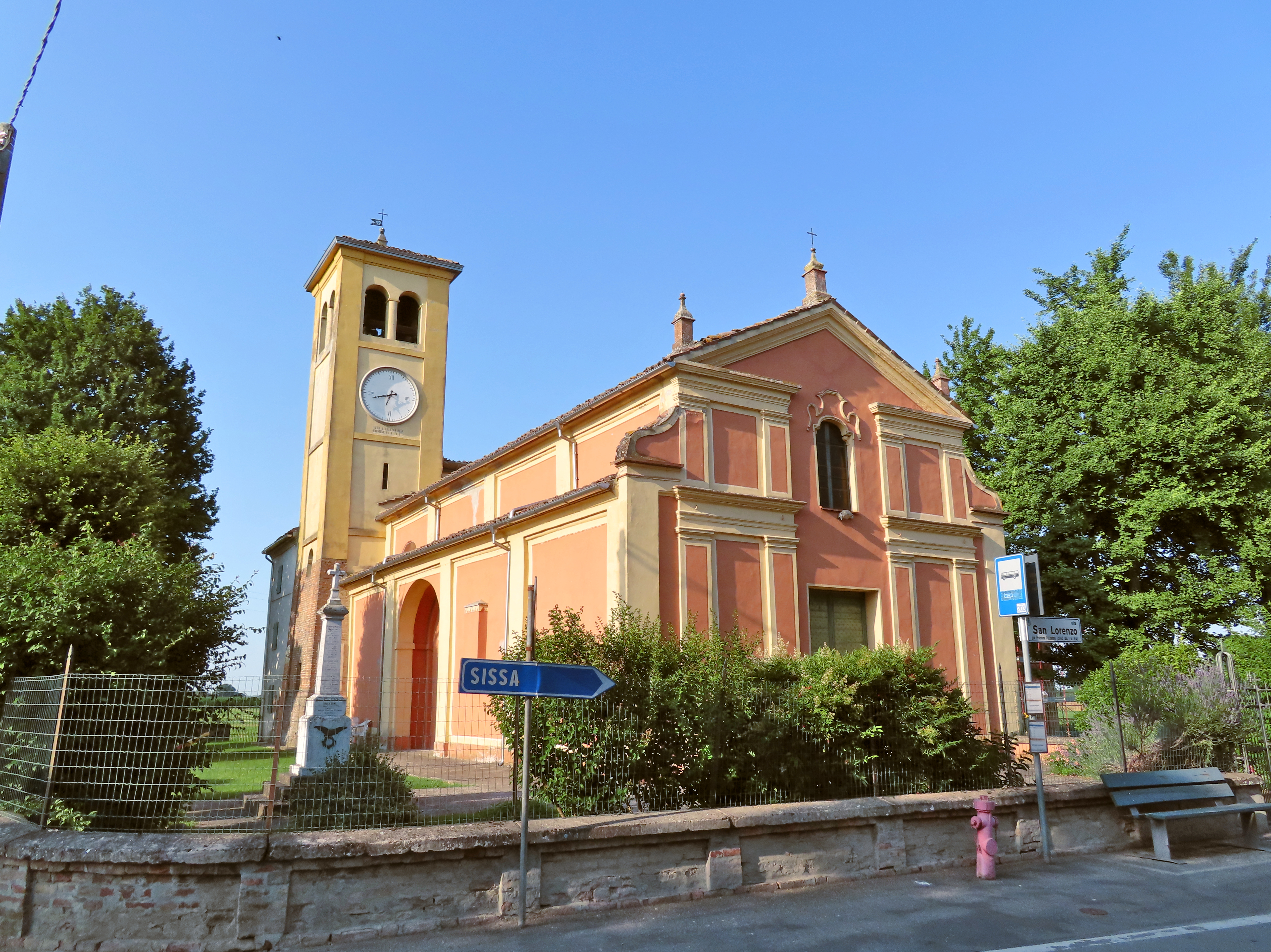
Chiesa di San Lorenzo

La frazione è costituita da un piccolo nucleo di case che attorniano la chiesa di San Lorenzo, una chiesa ricostruita sulle fondamenta dell'antica chiesa di San Lorenzo che era collocata all'interno della corte regia.
La vicinanza al Taro che cinge da sud ed est il territorio di Palasone ha reso la frazione spesso soggetta alle inondazioni del fiume, in epoca moderna si ricordano le inondazioni del 1839 e quella ben più recente del 1982.
Palasone è nota anche per essere uno dei luoghi in cui veniva prodotta in epoca medioevale la spalla, infatti il notaio Puteolisio dopo aver attestato la presenza della spalla il giorno 8 febbraio a San Secondo, proseguendo nella sua ispezione delle corti del Capitolo della Cattedrale constatò il giorno 11 febbraio la presenza delle spalle anche a Palasone e San Quirico. Nel 2006 è nata la 'Consorteria della spalla cruda di Palasone-Sissa' col patrocinio del Consorzio del Culatello di Zibello.